# Thank You...for F.U.M.L. (Funking Up My Life)
Thank You...for F.U.M.L. (Funking Up My Life) è un album di Donald Byrd, pubblicato dalla Elektra Records nel 1978. Il disco fu registrato nel febbraio e luglio del 1978 a Hollywood, California (Stati Uniti).

## Tracce
Lato A
1. Thank You for Funking Up My Life – 4:15 (Kevin Toney, Art Posey, Josef Powell)
2. Sunning in Your Lovershine – 5:40 (Orville Saunders, Art Posey, Josef Powell)
3. Your Love Is My Ecstasy – 5:03 (Melvin Ragin, Art Posey, Josef Powell)
4. Loving You – 4:48 (Joe Hall)

Lato B
1. Have You Heard the News? – 4:42 (Melvin Ragin, Art Posey, Josef Powell)
2. In Love with Love – 4:48 (Melvin Ragin, Art Posey, Josef Powell)
3. Cristo Redentor – 4:45 (Duke Pearson)
4. Close Your Eyes and Look Within – 5:15 (Orville Saunders, Art Posey, Josef Powell)

## Musicisti
- Donald Byrd - tromba, accompagnamento vocale, coro
- Art Posey - voce solista (brani: A1, A3 e B2), accompagnamento vocale, coro
- Syreeta Wright - voce solista (brano: A2), accompagnamento vocale, coro
- Jim Gilstrap - voce solista (brano: A4), accompagnamento vocale, coro
- Maxine Anderson - voce solista (brano: B2), accompagnamento vocale, coro
- Greg Phillinganes - pianoforte
- Paul Jackson Jr. - chitarra
- Rick Littlefield - chitarra
- Wah Wah Watson - chitarra
- Ed Watkins - basso elettrico
- Anthony Cox - batteria
- Angela Winbush - accompagnamento vocale, coro
- John Lehman - accompagnamento vocale, coro
- Josef Powell - accompagnamento vocale, coro
- Lisa Roberts - accompagnamento vocale, coro
- Marlena Jeter - accompagnamento vocale, coro
- Patricia Anderson - accompagnamento vocale, coro
- Ralph Turnbough - accompagnamento vocale, coro
- Stephanie Spruill - accompagnamento vocale, coro[4][5]